# Соловей Елеонора Степанівна
Елеоно́ра Степа́нівна Солове́й (Гончарик; 8 вересня 1944, с. Верхні Хологори Бричанського району, Молдова) — український літературний критик, літературознавець. Доктор філологічних наук, професор. Член Національної спілки письменників України. Член Українського ПЕН.

## Життєпис
Закінчила Чернівецький університет та аспірантуру Літературного інституту ім. Горького (Москва)
Провідний науковий співробітник відділу компаративістики Інституту літератури імені Тараса Шевченка НАН України (до 2012 р.).
Попередня службова діяльність
- Завідувачка відділу газети “Молодий буковинець” (1967-1968)
- Аспірантка Московського Літературного інституту ім. М. Горького (1968–1971)
- Редактор відділу журналу “Радянське літературознавство” (1971-1973)
- Доцент кафедри філології Київського Інституту театрального мистецтва ім. Карпенка-Карого (1973-1988)
- Науковий співробітник Інституту літератури НАН України (1988 - 2012)

У каденції 2017 - 2019 входила до складу Комітету з Національної премії України імені Тараса Шевченка.

## Наукові дослідження
Автор літературно-критичних книжок про Володимира Луговського, Ларису Рейснер та ін. Дослідниця української філософської лірики, зокрема творчості Володимира Свідзінського. Наукові інтереси: історія української та російської літератури, теорія літератури, компаративістика.
6 жовтня 2005 презентувала в Кам'янці-Подільському університеті підготовлений нею двотомник Свідзінського, оглянула в місті місця, пов'язані з життям поета, ініціювала створення пам'ятника-кенотафа (відкритий і освячений 18 жовтня 2006 р.)
Восени 2006 організувала науково-практичну конференцію «Творчість Володимира Свідзінського: доба і контекст» у Кам'янці-Подільському, добилася разом із колегами надання одній з вулиць імені поета і встановлення пам'ятного каменя-кенотафу в університетському сквері, адже 1923–1925 Свідзинський був аспірантом кафедри історії і економіки Поділля, працював архіваріусом цього навчального закладу. Спільно з письменником Василем Горбатюком та викладачами Кам'янець-Подільського університету провела заходи по увічненню пам'яті поета в Кам'янці-Подільському (меморіальна дошка на колишній школі, нині коледж культури), в селах Моломолинці та Зарічанка (колишній Лянцкорунь), де свого часу виростав поет, де мешкали його батьки; з письменниками та освітянами Вінниччини - у селі Маянів, де Свідзінський народився, у Тиврові, де була його перша школа, у Шпикові та Бабчинцях, куди він приїздив з родиною до батьків, у Вінниці, де в останні роки життя вчителювала дружина поета Зінаїда Сулковська.
- Монографії:
  - Поэтический мир В. Луговского. — Москва, 1977.
  - Лариса Рейснер: Очерк жизни и творчества. — Москва, 1985.
  - Поезія пізнання: Філософська лірика в сучасній літературі. — Київ, 1991.
  - Українська філософська лірика. — Київ, 1998, 1999.
  - Невпізнаний гість: Доля і спадщина Володимира Свідзінського. — Київ, 2006, 2016 (видання друге, доповнене)
  - Притча про поетів. — Київ, 2014, 2018 (друге видання)
  - Упізнання святого.  — Київ, 2020.
- Підготовка видань:
  - С. О. Єфремов. Літературно-критичні статті. — Київ, 1993 (упорядкування, передмова, примітки).
  - Сергій Єфремов. Щоденники (1923–1929). — Київ, 1998 (науковий редактор, передмова).
  - Сергій Єфремов. Вибране. — Київ, 2002 (упорядкування, передмова, коментарі).
  - Володимир Свідзінський. Твори: У двох томах. — Київ, 2004 (упорядкування, підготування текстів, стаття, коментарі).
  - Володимир Свідзінський. Вибрані твори (Серія "Розстріляне Відродження) —  — Київ, 2011 (упорядкування, передмова, примітки).
  - Володимир Свідзінський. Чудесна тростка.  — Київ, 2011 (ідея видання, підготовка текстів, післямова).
  - У мерехтінні найдорожчих лиць. Згадуючи Михайлину Коцюбинську. Київ, 2012 (упорядник і відповідальний редактор)
  - В. Свідзінський. Поезії. - Харків: 2013 / Серія "Українська література. Колекція" (упорядкування, передмова та коментарі)
  - Анатолій Добрянський. Листи до матері. — Чернівці: 2014 (упорядкування, передмова, примітки).
  - Володимир Свідзінський. Тай-зілля. — Кам'янець-Подільський, 2015 (Упорядкування, підготовка текстів, передмова, примітки)
  - Volodymyr Svidzinsky. Evasive Shadow of Life. Selected poems. Володимир Свідзінський. Невловна тінь життя. Вибрані поезії. Edited by Eleonora Solovey. Translated by Bohdan Boychuk and Bohdan Rubchak. Canadian Institute of Ukrainian Studies Press. Edmonton–Toronto, 2017.
  - Софія Буняк. У калейдоскопі долі.  — Київ, 2019 (ідея видання, підготовка тексту, післямова).
  - Вільям Шекспір. Ромео і Джульєтта. Переклад з англійської Василя Мисика. — Харків, 2019 (ідея видання, післямова)

## Відзнаки
Лауреат премій імені Сергія Єфремова та імені Василя Стуса.
2008 р. нагороджена Орденом княгині Ольги ІІІ ступеня
Премію імені Василя Стуса (2007) Елеонора Соловей отримала за копітку працю, пов'язану з поверненням в українську літературу одного з улюблених поетів Стуса, «тихого модерніста» (визначення належить Костянтину Москальцю) — Володимира Свідзінського, зокрема за повне коментоване видання творів Свідзінського у двох томах (видавництво «Критика») і першу монографію про поета «Невпізнаний гість. Доля і спадщина Володимира Свідзінського» («Наукова думка»). Василь Стус ставив Свідзінського в один високий ряд із Рільке і Гете і навіть написав статтю про цього поета «Зникоме розцвітання», але офіційне літературознавство дуже довго відтирало цього першорядного поета на марґінеси, чинило опір його поверненню.

## Громадянська позиція
У липні 2018 року підтримала відкритий лист українських діячів культури до ув'язненого у Росії українського режисера Олега Сенцова